# Анагностакис, Андреас
Андре́ас Анагноста́кис (греч. Ανδρέας Αναγνωστάκης; 11 августа, 1826, о-в Андикитира — 27 марта 1897, Афины, Греция) — греческий офтальмолог, университетский преподаватель. Знаменит в области офтальмологии тем, что изобрёл простой офтальмоскоп и способствовал распространению офтальмоскопии. Был одним из основателей современной офтальмологии в Греции периода после Войны за независимость. Его имя носит хирургический метод лечения энтропиона, известный в медицине как «операция Анагностакиса». Также был талантливым писателем.

## Биография и вклад в медицинскую науку
Андреас Анагностакис родился 11 августа 1826 года на  острове Андикитира, однако его семья происходила из Анаполиса в исторической области Сфакья на юго-западе острова Крит.
26 июня 1849 года окончил медицинский факультет Афинского национального университета, получил учёную степень доктора. Продолжил обучение в Вене, Берлине и Париже. Специализировался по офтальмологии в Париже и Лондоне.
В 1854 году, будучи в Лондоне, Анагностакис разработал новый тип офтальмоскопа (Anagnostakis Ophthalmoscope), который в то время был самым простым, лёгким и удобным в использовании, значительно улучшив и усовершенствовав первый офтальмоскоп немецкого врача и физика Германа Гельмгольца (1821—1894). Этим одним из самых важных медицинских изобретений своей эпохи, Анагностакис способствовал распространению офтальмоскопии, метода диагностики с помощью офтальмоскопа.
В 1854 году вернулся в Афины, и в возрасте 28 лет был назначен директором Афинской офтальмологической клиники (греч. Οφθαλμιατρείο Αθηνών). В этом же году был избран доцентом медицинского факультета Афинского национального университета, преподавал офтальмологию и отологию; позже стал адъюнкт-профессором, а 27 сентября 1856 года ему было присвоено звание профессора. По предложению факультета и одобрению министерства, Анагностакис мог преподавать, кроме предметов по своей специальности, и «любую другую специальность по хирургии». В университете он проработал в течение 41 года до самой смерти, занимая дважды (1868 и 1873) должность декана медицинского факультета и один раз (1877) — ректора университета.
Андреас Анагностакис был председателем I и II Всеэллинского Медицинского Съезда (1882 и 1885).
С 1885 по 1860 гг., совместно с Теодоросом Афендулисом, издавал в Афинах «Медицинскую Газету», являясь её управляющим директором. Также был редактором журнала «Асклепий» и постоянным сотрудником журнала «Annales d’oculistique», выпускавшегося в Брюсселе.
Имя Анагностакиса носит хирургический метод лечения энтропиона, известный в медицине как «операция Анагностакиса».
Умер 27 марта 1897 года в Афинах.

## Писатель
Кроме врачебной деятельности, Андреас Анагностакис был одарённым писателем и поэтом. Прекрасно разбирался в древнегреческой литературе.
В 1889 году был членом жюри конкурса драматического (театрального) искусства IV Заппиевской Олимпиады в Афинах.
В 1896 году перевёл трагедию в стихах немецкого поэта Ф. Шиллера «Мария Стюарт».

## Основные научные труды и сочинения
Андреас Анагностакис опубликовал множество научных исследований на греческом и французском языках, основными из которых являются:
- Οφθαλμοσκόπιον Αναγνωστάκη (1854)
- Essai sur l’exploration de la retine et des milieu de l’oeil sur le vivant au moyen d’un nouvel opthalmoscope (1854)
- Περί εγχειρήσεως του εντροπίου και της τριχιάσεως (1857)
- De l’opthalmologie en Grece et en Egypte (1856)
- Στοιχεία οφθαλμολογίας (1861)
- Σύμμικτα οφθαλμολογίας (1861)
- Περί των οφθαλμικών παθών (1871)
- Τις ο εφευρέτης των μεγενθυντικών φακών (1873)
- Μελέται περί της οπτικής των αρχαίων (1878)
- Περί της αντισηπτικής μεθόδου παρά τοις αρχαίοις (1889)
- Η υστερεκτομία παρ’ αρχαίοις (1891)
- Η ιατρική του Αριστοφάνους (1892)
- Περί ελληνικής καταγωγής των κυρτών φακών (α.χ.)